# Rodeo del Medio
Rodeo del Medio – miasto w Argentynie, w prowincji Mendoza, w departamencie Maipú.
Według danych szacunkowych na rok 2010 miejscowość liczyła 12 327 mieszkańców.